# Memorial Capablanca
El Memorial Capablanca (anteriormente conocido también como Capablanca In Memoriam) es un torneo de ajedrez que se realiza anualmente en Cuba desde 1962, en memoria de José Raúl Capablanca. En ese momento, era el torneo mejor pagado del mundo.  Desde 1974 se celebran los torneos B y C, y desde 2006 el torneo se divide en un grupo cerrado principal (Élite), y un torneo abierto.

## Historia
Con motivo de los veinte años del fallecimiento de José Raúl Capablanca, el entonces ministro de industria y director del banco nacional de Cuba, Ernesto Guevara, organizó el primer torneo en su memoria. El primer Memorial Capablanca se realizó del 29 de abril al 30 de mayo de 1962 en el hotel Habana Libre de La Habana, Cuba. Miguel Najdorf fue el ganador, primero entre 22 jugadores, seguido de Lev Polugaevsky y Boris Spassky, Svetozar Gligorić y Vasily Smyslov, Borislav Ivkov, etc.

### Torneo de 1965
El cuarto torneo celebrado en 1965 estuvo marcado por una circunstancia insólita. El campeón estadounidense Bobby Fischer había sido invitado a jugar y se le ofreció una tarifa de aparición de $3000, pero el Departamento de Estado de los Estados Unidos no le permitió viajar a Cuba debido a las tensiones entre ambos países. Al gran maestro estadounidense Larry Evans se le había permitido jugar en el torneo el año anterior, ya que también actuaba como periodista. El Departamento de Estado de Estados Unidos a menudo permitía a los periodistas viajar a países prohibidos, pero Fischer no se inmutó a pesar de que había hecho arreglos para escribir sobre el evento para Saturday Review. Para resolver la situación, Fischer jugaría enviando sus movimientos por télex desde el Marshall Chess Club en la ciudad de Nueva York. El hijo de Capablanca, el Dr. José Raúl Capablanca Jr., transmitió los movimientos de su oponente en La Habana.
Cuando la participación de Fischer parecía asegurada, el presidente cubano Fidel Castro la calificó como una "gran victoria propagandística para Cuba", haciendo titulares. Cuando Fischer se enteró de esto, envió un cable a Castro amenazando con retirarse a menos que Castro dejara de hacer declaraciones políticas sobre la participación de Fischer. Una respuesta por cable de Castro alivió la preocupación de Fischer y se unió al grupo de veintidós jugadores, con trece Grandes Maestros y siete Maestros Internacionales. El juego por teletipo se sumó a la tensión del torneo. Aunque la revista inglesa CHESS pensó que esto era una ventaja para Fischer que se acostumbró a esta forma de juego (cada uno de sus oponentes lo experimentó solo una vez), otros lo consideraron una desventaja para Fischer que soportó el trabajo extra en cada partida.
El ex campeón mundial Vasily Smyslov (URSS) ganó el torneo con 15½ puntos de 21. Borislav Ivkov (Yugoslavia), Efim Geller (URSS) y Fischer compartieron el segundo al cuarto lugar, medio punto por detrás. Aunque Fischer no ganó, su actuación fue ampliamente considerada un éxito dadas las condiciones de juego y el hecho de que Fischer estaba jugando su primer torneo internacional en tres años.

### 1974-2004
De 1962 a 1973, solo se organizó un torneo por edición. Desde 1974 se han organizado varios torneos por grupos. En 1974, el torneo A (categoría IX) fue ganado por Ulf Andersson y el torneo B (torneo de maestros, categoría IV) por Raymond Keene por delante de Amador Rodríguez. En 1980 y 1984, los dos principales torneos celebrados en Cienfuegos fueron de fuerza comparable.
En las ediciones de 1976 y 1977 se organizaron tres torneos de diferentes categorías. No hubo torneo en 1978, pero entre 1979 y 2004, hubo cuatro torneos, siendo mixto en varias ocasiones el último de ellos.

### 2005-2019
Con excepción de las ediciones de 2008 y 2009, a partir de 2005 el torneo se divide en un torneo principal (Élite) con seis jugadores (siete en la edición de 2005) enfrentados en sistema de todos contra todos a doble vuelta, y un torneo abierto jugado por sistema suizo. 
En 2015 se celebró la edición número 50 del torneo, jugado del 15 al 25 de junio en el Salon de los Embajadores del hotel Habana Libre de La Habana. El promedio de Elo fue de 2716 para un torneo de categoría XIX. El ganador del torneo fue el chino Yu Yangyi.

### Memorial Capablanca online
Debido a la pandemia de COVID-19 declarada desde marzo de 2020, la edición de ese año fue suspendida. En su lugar, se decidió disputar una primera edición del torneo jugado en línea, a través de la plataforma Chess24. El torneo se dividió en un grupo principal (Élite), un grupo secundario (Premier) y un torneo abierto. El ganador del torneo principal fue el venezolano Eduardo Iturrizaga.

## Ganadores
| N.º | Año  | Ciudad                                                                                 | Ganador                                                                                |                                                                                        |
| --- | ---- | -------------------------------------------------------------------------------------- | -------------------------------------------------------------------------------------- | -------------------------------------------------------------------------------------- |
| 1   | 1962 | La Habana                                                                              | Miguel Najdorf                                                                         |                                                                                        |
| 2   | 1963 | La Habana                                                                              | Víktor Korchnói                                                                        |                                                                                        |
| 3   | 1964 | La Habana                                                                              | Vasili Smyslov Wolfgang Uhlmann                                                        |                                                                                        |
| 4   | 1965 | La Habana                                                                              | Vasili Smyslov                                                                         |                                                                                        |
| -   | 1966 | No celebrado por la Olimpiada Mundial de Ajedrez                                       | No celebrado por la Olimpiada Mundial de Ajedrez                                       | No celebrado por la Olimpiada Mundial de Ajedrez                                       |
| 5   | 1967 | La Habana                                                                              | Bent Larsen                                                                            |                                                                                        |
| 6   | 1968 | La Habana                                                                              | Ratmir Kholmov                                                                         |                                                                                        |
| 7   | 1969 | La Habana                                                                              | Alexei Suetin Víktor Korchnói                                                          |                                                                                        |
| -   | 1970 | No celebrado por la Zafra de los diez millones                                         | No celebrado por la Zafra de los diez millones                                         | No celebrado por la Zafra de los diez millones                                         |
| 8   | 1971 | La Habana                                                                              | Vlastimil Hort                                                                         |                                                                                        |
| 9   | 1972 | Cienfuegos                                                                             | Anatoli Lein                                                                           |                                                                                        |
| 10  | 1973 | Cienfuegos                                                                             | Vasili Smyslov                                                                         |                                                                                        |
| 11  | 1974 | Camagüey                                                                               | Ulf Andersson                                                                          |                                                                                        |
| 12  | 1975 | Cienfuegos                                                                             | Ulf Andersson                                                                          |                                                                                        |
| 13  | 1976 | Cienfuegos                                                                             | Boris Gulko                                                                            |                                                                                        |
| 14  | 1977 | Cienfuegos                                                                             | Oleg Romanishin Guillermo García González                                              |                                                                                        |
| -   | 1978 | No celebrado por coincidir con el XI Festival Mundial de la Juventud y los Estudiantes | No celebrado por coincidir con el XI Festival Mundial de la Juventud y los Estudiantes | No celebrado por coincidir con el XI Festival Mundial de la Juventud y los Estudiantes |
| 15  | 1979 | Cienfuegos                                                                             | Evgeny Sveshnikov                                                                      |                                                                                        |
| 16  | 1980 | Cienfuegos                                                                             | Alonso Zapata Ľubomír Ftáčnik                                                          |                                                                                        |
| 17  | 1981 | Cienfuegos                                                                             | Vitaly Tseshkovsky                                                                     |                                                                                        |
| 18  | 1983 | Cienfuegos                                                                             | Lev Psakhis                                                                            |                                                                                        |
| 19  | 1984 | Cienfuegos                                                                             | Amador Rodríguez Céspedes Rainer Knaak                                                 |                                                                                        |
| 20  | 1985 | La Habana                                                                              | Borislav Ivkov                                                                         |                                                                                        |
| 21  | 1986 | La Habana                                                                              | Carlos Garcia Palermo Julio Granda                                                     |                                                                                        |
| 22  | 1987 | Camagüey                                                                               | Carlos Garcia Palermo Denis Verduga                                                    |                                                                                        |
| 23  | 1988 | La Habana                                                                              | Zurab Azmaiparashvili                                                                  |                                                                                        |
| 24  | 1989 | Holguín                                                                                | Amador Rodríguez Céspedes                                                              |                                                                                        |
| 25  | 1990 | La Habana                                                                              | Adelkis Remón                                                                          |                                                                                        |
| 26  | 1991 | La Habana                                                                              | Valeriy Neverov                                                                        |                                                                                        |
| 27  | 1992 | Matanzas                                                                               | Henry Urday Cáceres                                                                    |                                                                                        |
| 28  | 1993 | Matanzas                                                                               | Mark Hebden                                                                            |                                                                                        |
| 29  | 1994 | Matanzas                                                                               | Loek van Wely Tony Miles Alonso Zapata                                                 |                                                                                        |
| 30  | 1995 | Matanzas                                                                               | Tony Miles                                                                             |                                                                                        |
| 31  | 1996 | Cienfuegos                                                                             | Tony Miles                                                                             |                                                                                        |
| 32  | 1997 | Cienfuegos                                                                             | Peter Leko                                                                             |                                                                                        |
| 33  | 1998 | La Habana                                                                              | Robert Hübner Iván Morovic Yaacov Zilberman                                            |                                                                                        |
| 34  | 1999 | La Habana                                                                              | Tony Miles                                                                             |                                                                                        |
| 35  | 2000 | Varadero                                                                               | Alexander Volzhin                                                                      |                                                                                        |
| 36  | 2001 | La Habana                                                                              | Francisco Vallejo Pons                                                                 |                                                                                        |
| 37  | 2002 | La Habana                                                                              | Lázaro Bruzón                                                                          |                                                                                        |
| 38  | 2003 | La Habana                                                                              | Julio Granda                                                                           |                                                                                        |
| 39  | 2004 | La Habana                                                                              | Leinier Domínguez                                                                      |                                                                                        |
| 40  | 2005 | La Habana                                                                              | Vassili Ivanchuk                                                                       |                                                                                        |
| 41  | 2006 | La Habana                                                                              | Vassili Ivanchuk                                                                       |                                                                                        |
| 42  | 2007 | La Habana                                                                              | Vassili Ivanchuk                                                                       |                                                                                        |
| 43  | 2008 | La Habana                                                                              | Leinier Domínguez                                                                      |                                                                                        |
| 44  | 2009 | La Habana                                                                              | Leinier Domínguez                                                                      |                                                                                        |
| 45  | 2010 | La Habana                                                                              | Vassili Ivanchuk                                                                       |                                                                                        |
| 46  | 2011 | La Habana                                                                              | Vassili Ivanchuk Lê Quang Liêm                                                         |                                                                                        |
| 47  | 2012 | La Habana                                                                              | Vassili Ivanchuk[14]                                                                   |                                                                                        |
| 48  | 2013 | La Habana                                                                              | Zoltán Almási                                                                          |                                                                                        |
| 49  | 2014 | La Habana                                                                              | Wesley So                                                                              |                                                                                        |
| 50  | 2015 | La Habana                                                                              | Yu Yangyi                                                                              |                                                                                        |
| 51  | 2016 | Varadero                                                                               | Vassili Ivanchuk                                                                       |                                                                                        |
| 52  | 2017 | Varadero                                                                               | Krishnan Sasikiran                                                                     |                                                                                        |
| 53  | 2018 | La Habana                                                                              | Sam Shankland                                                                          |                                                                                        |
| 54  | 2019 | La Habana                                                                              | Vassili Ivanchuk                                                                       |                                                                                        |
| -   | 2020 | No celebrado por la Pandemia de COVID-19                                               | No celebrado por la Pandemia de COVID-19                                               | No celebrado por la Pandemia de COVID-19                                               |
| -   | 2021 | No celebrado por la Pandemia de COVID-19                                               | No celebrado por la Pandemia de COVID-19                                               | No celebrado por la Pandemia de COVID-19                                               |
| 55  | 2022 | La Habana                                                                              | Hans Niemann                                                                           |                                                                                        |
| 56  | 2023 | La Habana                                                                              | Jonas Buhl Bjerre                                                                      |                                                                                        |
| 56  | 2024 | La Habana                                                                              | Ruslan Ponomariov                                                                      |                                                                                        |